# 萧佐汉 (1913年)
萧佐汉（1913年—？），男，陕西延长人，中华人民共和国政治人物，曾任中共沈阳市委书记，辽宁省人大常委会副主任。